# Đại học North Carolina tại Chapel Hill
Đại học North Carolina tại Chapel Hill (tiếng Anh: University of North Carolina at Chapel Hill) còn được gọi là UNC-Chapel Hill hoặc UNC, Chapel Hill, North Carolina, hoặc đơn giản Carolina là một trường đại học nghiên cứu công lập ở thành phố Chapel Hill, tiểu bang North Carolina, Mỹ. Đây là lá cờ đầu trong 17 cơ sở giáo dục thuộc hệ thống Đại học North Carolina và được xem là một Đại học công lập Ivy nơi các trường đại học công lập cung cấp các dịch vụ giáo dục tương đương với các trường Đại học Ivy League. Sau khi thông qua điều lệ trường vào năm 1789, trường bắt đầu tuyển sinh khóa đầu tiên vào năm 1795, khiến trường trở thành một trong ba trường đủ điều kiện để đạt danh hiệu "Trường đại học công lập lâu đời nhất ở Mỹ". Cũng trong số này, UNC-Chapel Hill là trường công lập duy nhất mở lớp và có sinh viên tốt nghiệp trong thế kỷ 18.
UNC-Chapel Hill giảng dạy hơn 70 ngành học và được chia thành 13 trường chuyên nghiệp trực thuộc và một trường chính danh - Trường Khoa học và Nghệ thuật. 5 trường chuyên nghiệp đã được đặt tên: trường Kinh doanh Kenan-Flagler, trường Báo chí và Truyền thông Hussman, trường Y tế cộng đồng Toàn cầu Gillings, trường Dược Eshelman, và trường Nha khoa Adams. Tất cả sinh viên đại học đều  được học chuơng trình giáo dục khai phóng và có thể lựa chọn theo đuổi một chuyên ngành tại các trường chuyên nghiệp hoặc tại trường Khoa học và Nghệ thuật kể từ năm học thứ 3. UNC-Chapel Hill được phân loại "R1: Đại học có đào tạo tiến sĩ - Hoạt động nghiên cứu rất sôi nổi", và là thành viên của Hiệp hội Đại học Hoa Kỳ. Theo báo cáo của Quỹ Nghiên cứu Quốc gia, UNC đã chi khoảng 1.14 tỷ ÚD cho hoạt động nghiên cứu và phát triển vào năm 2018, xếp hạng thứ 12 trên toàn quốc.
UNC-Chapel Hill có chín giảng viên và cựu sinh viên đoạt giải Nobel, 23 người đoạt giải Pulitzer, và 49 người đoạt học bổng Rhodes. Các cựu sinh viên nổi tiếng bao gồm một Tổng thống Hoa Kỳ, một Phó Tổng thống Hoa Kỳ, 38 Thống đốc tiểu bang Hoa Kỳ, 98 nghị viên Quốc hội Hoa Kỳ, 9 thành viên Nội các, 39 người đoạt học bổng Henry Luce, 9 vận động viên chiến thắng World Cup, 3 phi hành gia cùng hàng loạt sáng lập viên và tổng giám đốc điều hành của các công ty đều lọt vào danh sách Fortune 500.
Khuôn viên có diện tích 729 mẫu Anh (3 km2) nằm ngay trung tâm thành phố Chapel Hill, bao gồm Đài thiên văn Morehead cùng nhiều cửa hàng nằm trên đường Franklin. Sinh viên có thể tham gia vào hơn 550 tổ chức sinh viên được công nhận chính thức. Tờ báo do sinh viên điều hành, Daily Tar Heel, đã giành giải thưởng quốc gia về truyền thông đại học, trong khi đài phát thanh sinh viên WXYC là nơi cho ra đời chương trình phát thanh internet đầu tiên trên thế giới. Năm 2018, UNC-Chapel Hill được xếp hạng trong top 30 trường đại học hàng đầu tại Mỹ theo đánh giá của Bảng xếp hạng học thuật của các trường đại học thế giới, Washington Monthly và US News &amp; World Report. Trên bình diện quốc tế, UNC-Chapel Hill lần lượt xếp thứ 30 và 32 trên thế giới theo Bảng xếp hạng học thuật của các trường đại học thế giới và xếp hạng của US News & World Report. UNC-Chapel Hill được xem là một Ivy Công lập, tức là nơi cung cấp trải nghiệm học ở các trường Ivy League nhưng chỉ với mức học phí của trường công. Phong trào thể thao cũng đạt những thành tích đáng khen ngợi, nhất là trong các môn bóng rổ nam, bóng đá nữ và khúc côn cầu trên cỏ cho nữ.